# Erich Loest

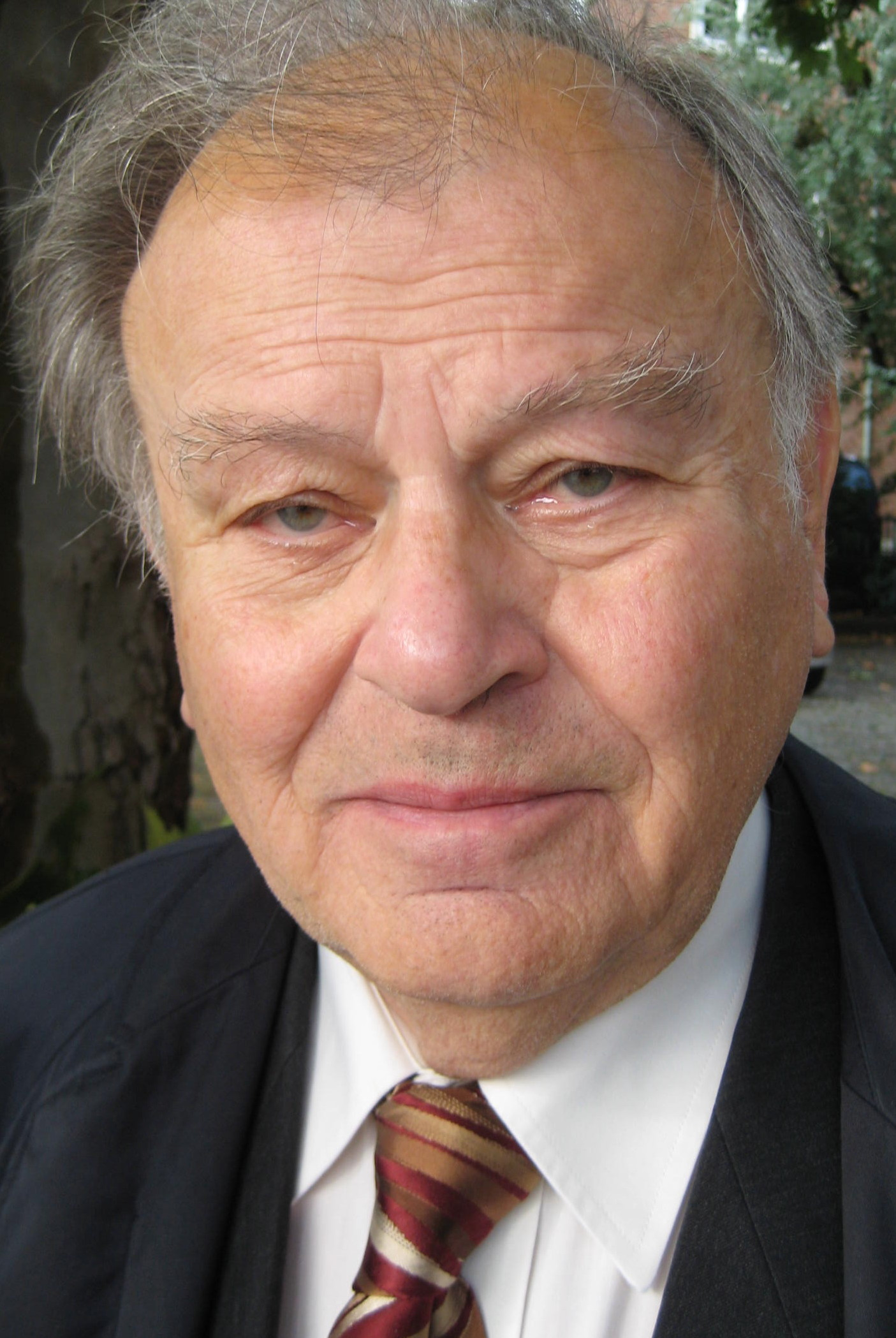
Erich Loest, 2008

Erich Loest [løːst] (* 24. Februar 1926 in Mittweida; † 12. September 2013 in Leipzig) war ein deutscher Schriftsteller. Er schrieb auch unter Pseudonymen.

## Leben und Wirken

### Herkunft, Familie, Weg zum Schreiben

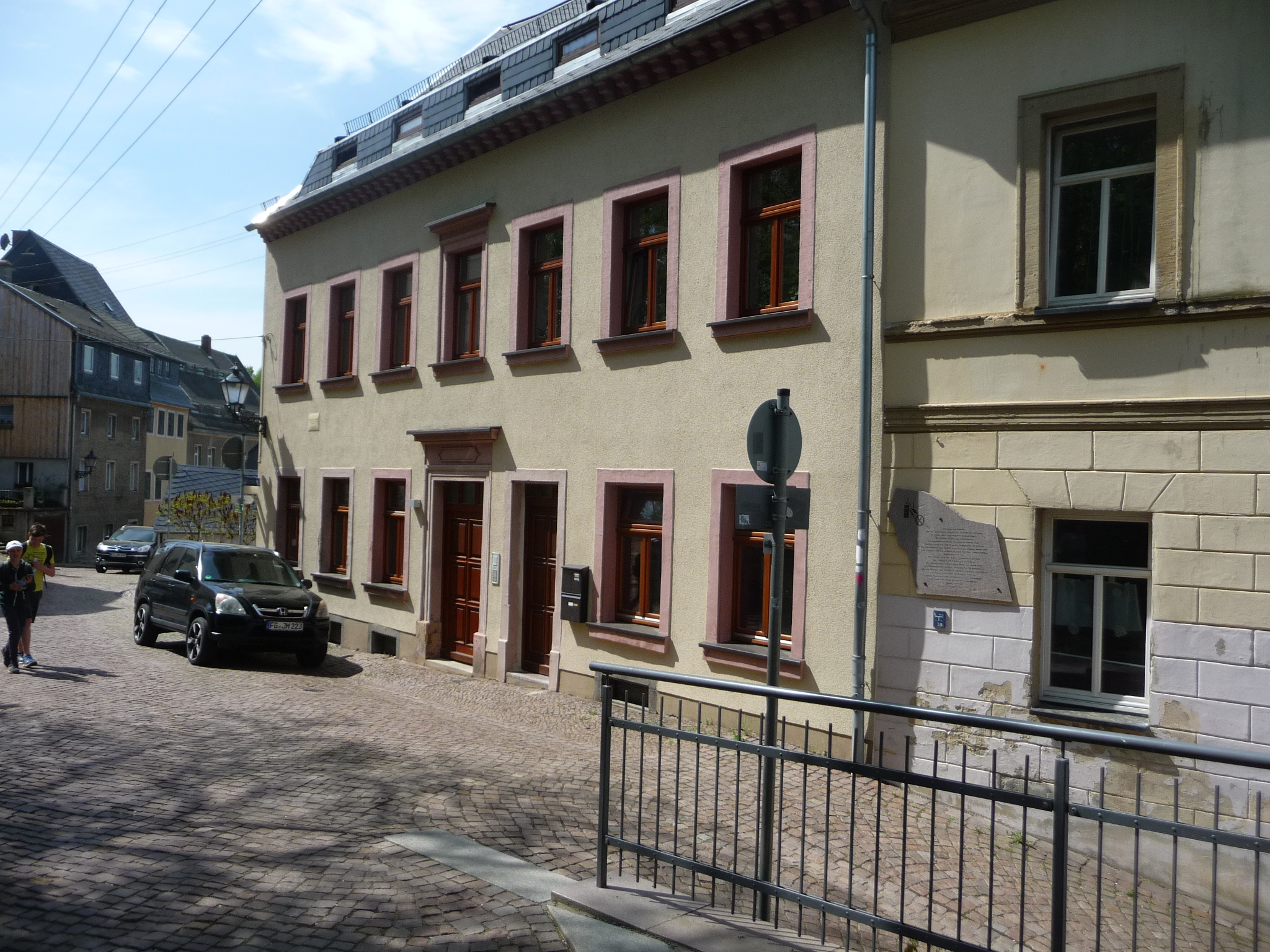
Erich Loests Elternhaus in Mittweida am Pfarrberg 12

Erich Loest wurde als Sohn von Alfred Loest (1897–1980) und Klara, geb. Reichenbach (1899–1946) in Mittweida geboren. Die Eltern besaßen eine Eisenwarenhandlung in der Weberstraße 44 und kauften 1933 das Haus Pfarrberg 12. Er besuchte ab 1932 in Mittweida die Volksschule und ab 1936 die Oberschule. 1936 trat er in die Hitlerjugend (HJ) ein und wurde im Jahr 1942 Fähnleinführer. Diese persönlichen Erfahrungen thematisierte Loest 1981 in seinem autobiographischen Text Durch die Erde ein Riss – Ein Lebenslauf. Loest beantragte am 10. Februar 1944 die Aufnahme in die NSDAP und wurde zum 20. April desselben Jahres aufgenommen (Mitgliedsnummer 9.986.544). Er wollte zur Waffen-SS, was aber an der fehlenden Genehmigung seines Schuldirektors scheiterte.
Loest wurde 1944 zur Wehrmacht eingezogen. Laut eigener Aussage war er gegen Kriegsende mit dem Werwolf hinter den amerikanischen Linien eingesetzt. Er kam dazu persönlich zu Wort in der ZDF-Serie „ZDF-History“ in der Folge „Organisation ‚Werwolf‘ − Hitlers letztes Aufgebot“. Er geriet am 6. Mai 1945 in der böhmischen Stadt Bischofteinitz in US-Kriegsgefangenschaft.
Nach kurzer Gefangenschaft arbeitete Loest 1945 in der Landwirtschaft und als Hilfsarbeiter in den Leunawerken. Er holte sein Abitur nach und wurde 1947 Mitglied der SED. Von 1948 bis 1950 war er als Journalist bei der Leipziger Volkszeitung tätig. 1949 heiratete er seine nachmalige Ehefrau Annelies, mit der er zwei Söhne und eine Tochter hatte.

### Schriftsteller, Haft

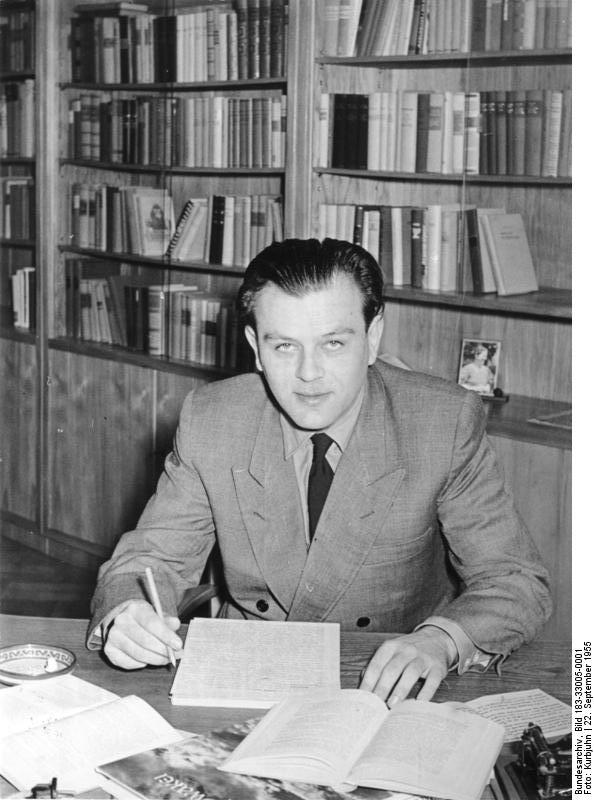
Erich Loest, 1955

Ab dem Erscheinen seines ersten Buches Jungen, die übrig blieben im Jahr 1950 war er freiberuflicher Schriftsteller. Mitte der 1950er Jahre studierte er am Literaturinstitut Johannes R. Becher in Leipzig.
Ein prägendes Ereignis für Loest war der Aufstand vom 17. Juni 1953. Am 14. November 1957 wurde Loest wegen angeblicher „konterrevolutionärer Gruppenbildung“ im Zusammenhang mit Diskussionen über die Entstalinisierung verhaftet und am 22. Dezember 1958 zu siebeneinhalb Jahren Zuchthaus verurteilt. Er saß im Gefängnis des Ministeriums für Staatssicherheit in Halle und in der Sonderhaftanstalt („Zuchthaus“) Bautzen II ein. Während dieser Zeit hatte er keinen Zugang zu Papier und Stiften, was einem Schreibverbot gleichkam. Durch die Haft erlitt er eine Magenerkrankung.
Nach seiner Haftentlassung im September 1964 – inzwischen (August 1961) war die Mauer gebaut worden – arbeitete Loest wieder als Schriftsteller. Er veröffentlichte in der DDR eine Reihe von Romanen (darunter sehr populäre Kriminalromane unter dem Pseudonym Hans Walldorf) und Erzählungen. Besondere Beachtung fanden der biografische Roman Swallow, mein wackerer Mustang über den von der DDR-Führung damals geschmähten sächsischen Schriftsteller Karl May und die ungewöhnliche Nazi-Satire Ich war Dr. Ley, geschrieben als Memoiren seines fiktiven Doppelgängers.
Aus Protest gegen die Zensur seines Romans Es geht seinen Gang oder Mühen in unserer Ebene, der im April 1978 im Mitteldeutschen Verlag Halle und in der Deutschen Verlags-Anstalt Stuttgart erschien, trat der Autor im Herbst 1979 aus dem Schriftstellerverband der DDR aus. Protagonist des Romans, der 1974/75 spielt, ist der Ingenieur Wolfgang Wülff, der mit Frau und Tochter im Leipziger Oktoberviertel lebt.

### Ausreise in den Westen
Weil Loest wegen seiner oppositionellen Haltung großen Repressalien ausgesetzt war, siedelte er im März 1981 in die Bundesrepublik über. Er ließ sich zunächst in Osnabrück nieder und wohnte ab 1987 in Bonn-Bad Godesberg.
Im November 1988 war er erstmals wieder zu Besuch in der DDR (Leipzig). Seine Bücher veröffentlichte er, abgesehen von Swallow und den Nachauflagen, nur noch in westdeutschen Verlagen. In den 1980er Jahren engagierte er sich im westdeutschen Verband deutscher Schriftsteller (VS), dessen nachgiebige Haltung gegenüber den DDR-Machthabern er jedoch missbilligte. Am 15. Dezember 1989 las Loest erstmals wieder in Leipzig, im Gohliser Schlösschen.

### Linden-Verlag
1987 gründete er mit seinem Sohn und seiner Schwiegertochter den Linden-Verlag in Künzelsau. Er publiziert vorwiegend Loests eigene Werke und hat seit 1989 seinen Sitz in Leipzig. Gegen seinen Sohn prozessierte Loest um Buchrechte, verlor jedoch vor Gericht.

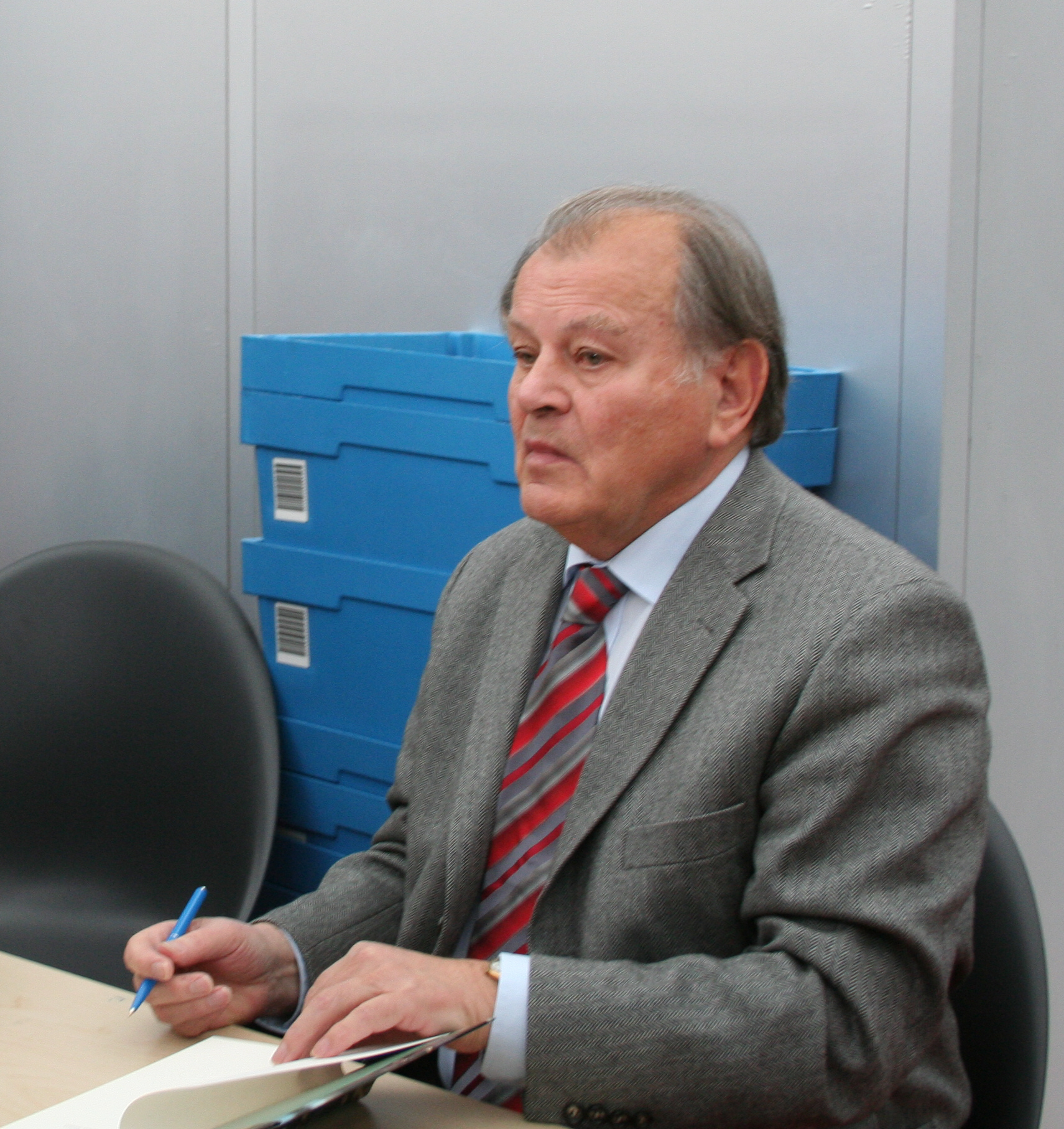
Erich Loest auf der Leipziger Buchmesse, 2006

### Rückkehr nach Leipzig
Loest, der nach der friedlichen Revolution vom Obersten Gericht der DDR im April 1990 voll rehabilitiert wurde, hatte seit 1990 seinen zweiten Wohnsitz in Leipzig. Von 1994 bis 1997 war er Vorsitzender des Verbandes deutscher Schriftsteller. „Sein schönster Erfolg im Amt war die Initiative zur deutsch-polnischen Aussöhnung, ein Stück Wiedergutmachung für die Versäumnisse seiner Vorgänger“, urteilte der Literaturwissenschaftler Hannes Schwenger. Ab 1998 lebte Loest ausschließlich in Leipzig. Er war Mitglied der Sächsischen Akademie der Künste und Mitglied des PEN-Zentrums Deutschland sowie der Else-Lasker-Schüler-Gesellschaft. Außerdem engagierte er sich im Beirat der Fortbildungsseminare der Bertelsmann Stiftung für Autoren und Übersetzer.

### Schriftstellerisches Werk
Erich Loest war ein bedeutender Vertreter der realistischen deutschsprachigen Literatur der zweiten Hälfte des 20. Jahrhunderts. In seinen Romanen und Erzählungen beschäftigte er sich auch mit historischen und legendären Gestalten seiner sächsischen Heimat, etwa mit dem Volkshelden Karl Stülpner. Ab Ende der 1980er Jahre waren Loests vorrangige Themen die Teilung Deutschlands und Wiedervereinigung sowie die Geschichte der Stadt Leipzig. Sein Drehbuch „Nikolaikirche“ (später auch als Roman verlegt) wurde als erfolgreicher Fernsehmehrteiler verfilmt. Neben seinen politischen Romanen verfasste Loest auch zahlreiche Kriminalromane und Reisefeuilletons.

### Geschichtspolitisches Engagement
Loest erhob seine Stimme bei politischen Fragen, die den Umgang mit dem kulturellen Erbe der DDR behandeln. Er setzte sich für die Neuerrichtung der Leipziger Paulinerkirche ein (diese war am 30. Mai 1968 gesprengt worden). Er sprach sich dafür aus, Kunstwerke der Zeit der DDR aus der Öffentlichkeit zu verbannen. So wandte er sich in offenen Briefen an Medien und Politiker gegen die Wiederaufstellung des Bronze-Reliefs Aufbruch an der Universität Leipzig und gegen das Gemälde Arbeiterklasse und Intelligenz von Werner Tübke; beide zählen zur Sammlung der Universitätskustodie. Für seine Verdienste um die Aufarbeitung der SED-Diktatur erhielt er 2012 den Hohenschönhausen-Preis des Fördervereins Gedenkstätte Berlin-Hohenschönhausen.

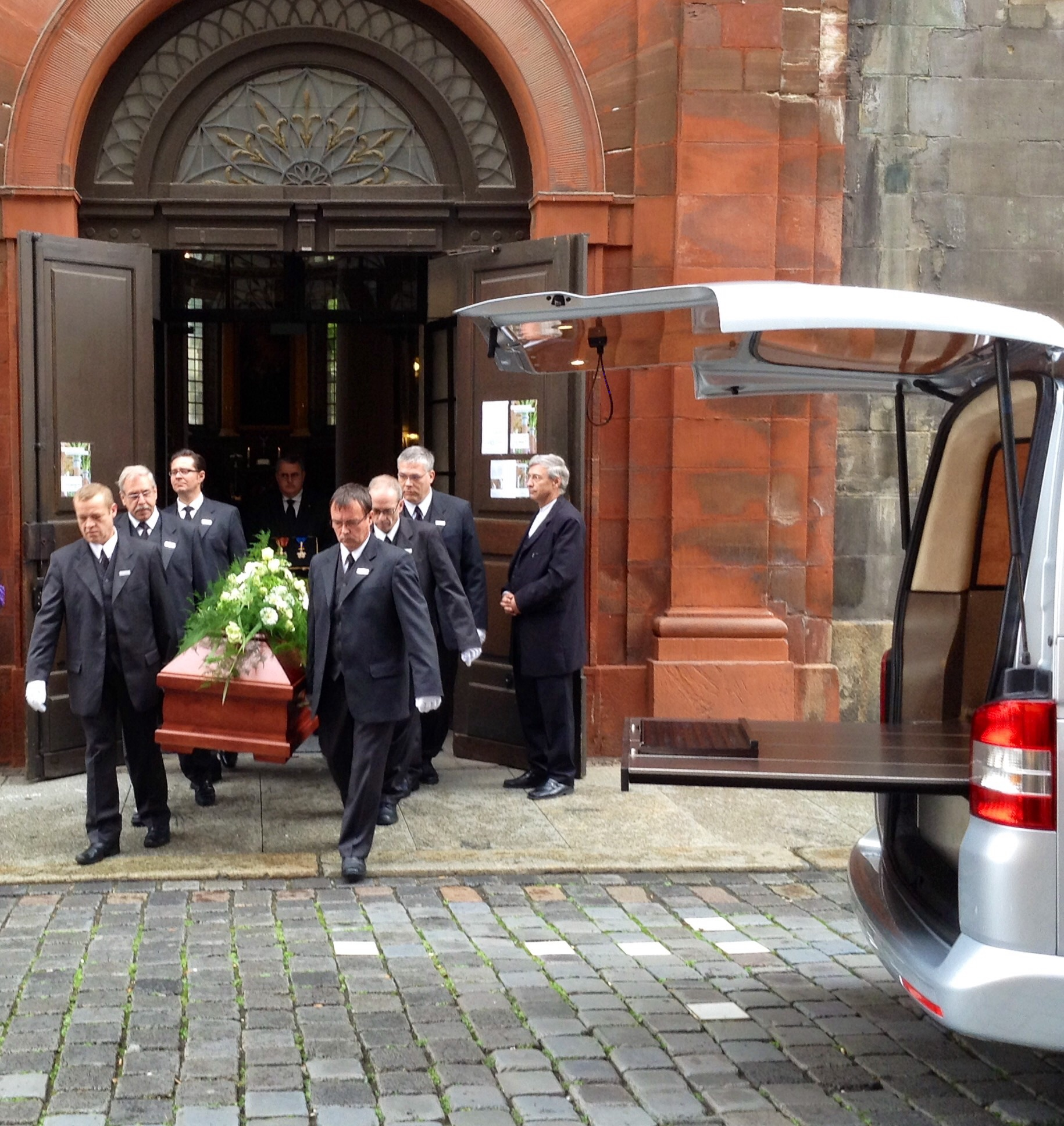
Überführung von Loests Sarg nach Mittweida

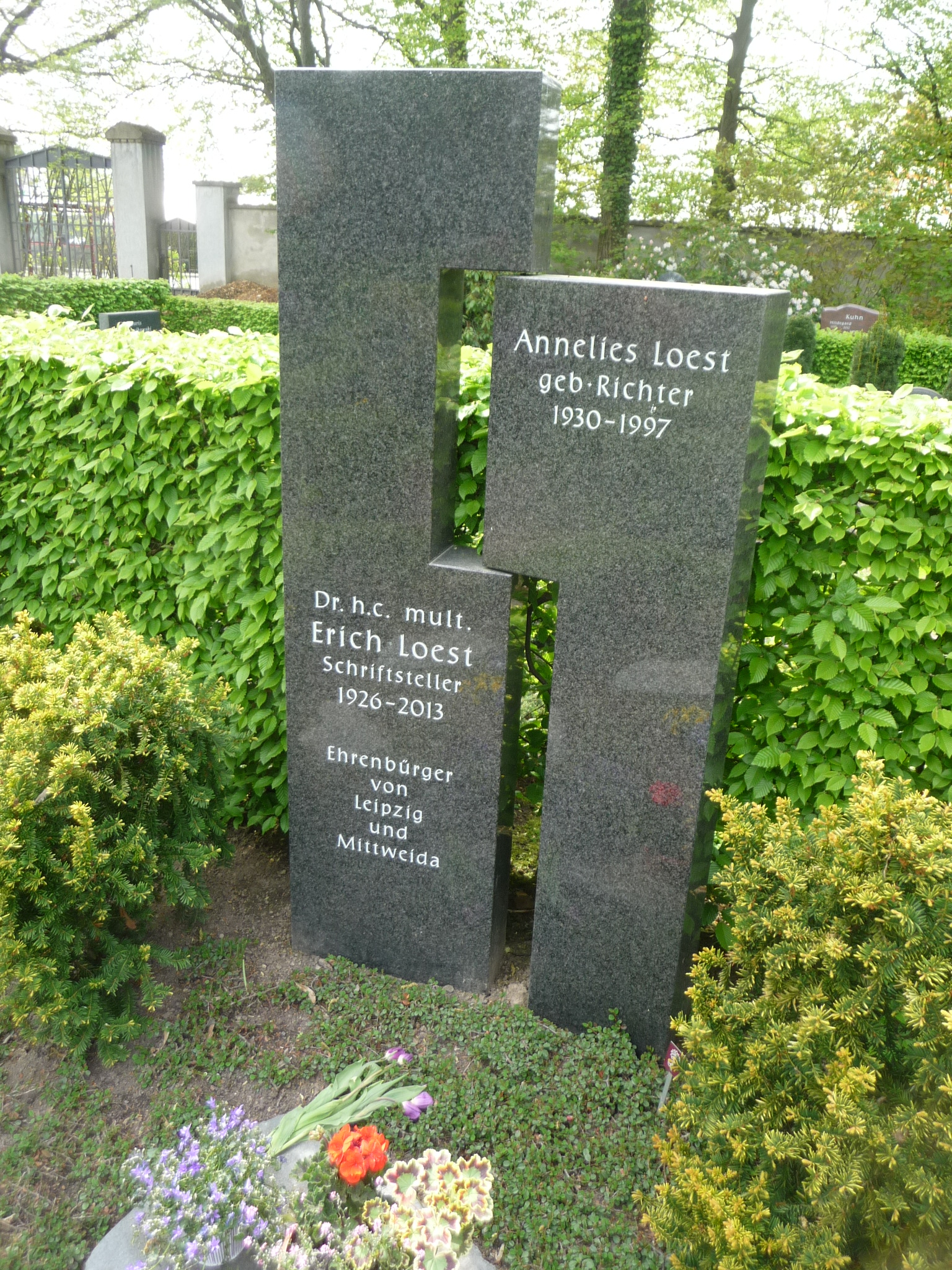
Das Grab Erich Loests und seiner Ehefrau in Mittweida

### Lebensende
Am 29. September 2010 gab Loest anlässlich der Preisverleihung des Kulturgroschens in Berlin für sein „herausragendes künstlerisches wie politisches Engagement“ bekannt: „Der heutige Tag bildet den festlichen Abschluss meines künstlerischen und politischen Treibens.“ Von ihm seien nun keine Romane oder längeren Erzählungen mehr zu erwarten. Sein 2011 erschienenes Buch Man ist ja keine Achtzig mehr enthielt Tagebucheinträge von August 2008 bis September 2010.
In seinen letzten Lebensjahren war Loest schwer krank. Am 12. September 2013 starb Erich Loest, der bis zuletzt als so genannter „ostdeutscher“ Schriftsteller bezeichnet wurde, im Alter von 87 Jahren in der Universitätsklinik Leipzig nach einem Sturz aus dem Fenster; laut den polizeilichen Ermittlungen handelte es sich um einen Suizid. Er hinterließ seine Lebensgefährtin Linde Rotta. Loest wurde in seinem Geburtsort Mittweida auf dem neuen Friedhof an der Seite seiner Frau Annelies (1930–1997) beigesetzt. Die Trauerrede hielt der Bürgerrechtler Werner Schulz in der Leipziger Nikolaikirche.
Die Medienstiftung der Sparkasse Leipzig rief anlässlich seines 90. Geburtstags den Erich-Loest-Preis ins Leben, der ab 2017 in zweijährlichem Turnus jeweils am 24. Februar, Loests Geburtstag, vergeben wird. 2018 wurde an seinem letzten Wohnhaus in Gohlis eine Gedenktafel angebracht.

## Werke

### Pseudonyme
Erich Loest veröffentlichte zahlreiche Bücher unter den Pseudonymen Hans Walldorf und Waldemar Naß. Widersprüchlich ist die Zuschreibung von Bernd Diksen. In der Überblicksdarstellung Die Kriminalgeschichte der DDR gilt die Autorschaft Loests als „hartnäckige, frei erfundene Legende“. Nachschlagewerke und Fachveröffentlichungen sprechen sich entweder für Loest oder für Werner Dembski aus.

### Bücher
Titel unter dem Pseudonym Bernd Diksen erscheinen getrennt am Ende dieser Liste.
- Jungen, die übrig blieben. Mitteldeutscher Verlag, Leipzig 1950, ISBN 978-3-95462-065-4.
- Nacht über dem See und andere Kurzgeschichten. Leipzig 1950.
- Liebesgeschichten. Leipzig 1951.
- Die Westmark fällt weiter. Halle (Saale) 1952.
- Sportgeschichten. Halle (Saale) 1953.
- Das Jahr der Prüfung. Halle (Saale) 1954.
- Aktion Bumerang. Halle (Saale) 1957.
- Sliwowitz und Angst. Berlin 1965.
- Ich war Dr. Ley. Berlin 1966 (unter dem Pseudonym Waldemar Naß).
- Der Mörder saß im Wembley-Stadion. Halle (Saale) 1967 (unter dem Pseudonym Hans Walldorf).
- Waffenkarussell. Berlin 1968 (unter dem Pseudonym Hans Walldorf).
- Hilfe durch Ranke. Berlin 1968 (Blaulicht 93, unter dem Pseudonym Hans Walldorf).
- Der Abhang. Berlin 1968.
- Öl für Malta. Berlin 1968.
- Der elfte Mann. Halle (Saale) 1969
- Gemälde mit Einlage. Berlin 1969 (Blaulicht 105, unter dem Pseudonym Hans Walldorf).
- Schöne Frau und Kettenhemd. Berlin 1969 (Blaulicht 107, unter dem Pseudonym Hans Walldorf).
- Erpressung mit Kurven. Berlin 1970 (Blaulicht 119, unter dem Pseudonym Hans Walldorf).
- Oakins und der Elefant. Berlin 1972 (Blaulicht 137, unter dem Pseudonym Hans Walldorf).
- Mit kleinstem Kaliber. Halle (Saale) 1973 (unter dem Pseudonym Hans Walldorf).
- Schattenboxen. Berlin 1973. Auch als Roman-Zeitung 1976.
- Wildtöter und Große Schlange. Berlin 1974.
- Ins offene Messer. Berlin 1974.
- Eine Kugel aus Zink. Berlin 1974 (Blaulicht 157, unter dem Pseudonym Hans Walldorf).
- Etappe Rom. Berlin 1975.
- Oakins macht Karriere. Berlin 1975.
- Rotes Elfenbein. Halle (Saale) 1975 (unter dem Pseudonym Hans Walldorf).
- Die Oma im Schlauchboot. Berlin 1976.
- Es geht seinen Gang oder Mühen in unserer Ebene. Halle u. a. 1978.[30]
- Rendezvous mit Syrena. Halle u. a. 1978 (zusammen mit Gerald Große).
- Pistole mit sechzehn. Hamburg 1979.
- Swallow, mein wackerer Mustang. Hoffmann und Campe Verlag, Hamburg 1980.
  - Mitteldeutscher Verlag, ISBN 978-3-89812-956-5.
- Durch die Erde ein Riss. Hoffmann und Campe Verlag, Hamburg 1981, ISBN 3-455-04523-5.
  - Mitteldeutscher Verlag (Halle/Saale), 2016, ISBN 978-3-95462-581-9.
- [zus. mit Heinz Klunker:] Harte Gangart. Aufstieg und Fall des Romanes „Es geht seinen Gang oder Mühen in unserer Ebene“ – ein Stück DDR-Literaturpolitik. Köln 1983.
- Völkerschlachtdenkmal. Hamburg 1984.
- Der vierte Zensor. Köln 1984.
- Geordnete Rückzüge. Hannover 1984.
- Herzschlag. Niddatal 1984.
- Die Mäuse des Dr. Ley. Olten 1984.
- Zwiebelmuster. Hamburg 1985.
- Leipzig ist unerschöpflich. Paderborn 1985.
- Saison in Key West. München u. a. 1986.
- Bruder Franz. Paderborn u. a. 1986.
- Ein Sachse in Osnabrück. Freiburg i. Br. 1986.
- Froschkonzert. München u. a. 1987 (verfilmt als Die Frosch-Intrige, ZDF 1990)
- Die Brücke über den Lipper Ley. (Hörspiel, Hessischer Rundfunk) 1987.
- Eine romantische Reise um die Welt. Künzelsau 1988.
- Tatort: Spuk aus der Eiszeit. (Norddeutscher Rundfunk) 1988.
- Fallhöhe. Künzelsau 1989.
- Eine romantische Reise durch Europa. Künzelsau 1989.
- Bauchschüsse. Künzelsau 1990.
- Der Zorn des Schafes. Künzelsau 1990.
- Die Stasi war mein Eckermann oder: mein Leben mit der Wanze. Göttingen 1991.
- Heute kommt Westbesuch. Göttingen 1992.
- Katerfrühstück. Leipzig 1992.
- Inseln der Träume. Künzelsau 1993.
- Zwiebeln für den Landesvater. Göttingen 1994.
- Nikolaikirche (verfilmt unter gleichem Titel, 1995)
- Als wir in den Westen kamen. Stuttgart 1997.
- Gute Genossen. Leipzig 1999.
- Reichsgericht.[31] Leipzig 2001.
- Träumereien eines Grenzgängers. Stuttgart 2001.
- Sommergewitter. Göttingen 2005.
- Der Mörder saß im Wembley-Stadion. Göttingen 2006, ISBN 3-86521-250-6 (Neuüberarbeitung der Ausgabe vom Mitteldeutschen Verlag Halle von 1967 aufgrund einer Überprüfung des Autors der Lokalitäten in London und der 2006 in Deutschland stattfindenden Fußballweltmeisterschaft).
- Prozesskosten. Göttingen 2007.
- Einmal Exil und zurück. Göttingen 2008.
- Wäschekorb. Göttingen 2009.
- Löwenstadt. Göttingen 2009.
- Man ist ja keine Achtzig mehr. Steidl, Göttingen 2011, ISBN 978-3-86930-236-2.
- Werkausgabe. Künzelsau u. a.
  - Bd. 1. Jungen, die übrig blieben. 1991.
  - Bd. 2. Der elfte Mann. 1992.
  - Bd. 3. Schattenboxen. 1993.
  - Bd. 4. Zwiebelmuster. 1994.
  - Bd. 5. Swallow, mein wackerer Mustang. 1996.
  - Bd. 6. Die Mäuse des Dr. Ley. 2000.
- Lieber hundertmal irren. Göttingen 2013, ISBN 978-3-86930-665-0.

Bücher unter dem Pseudonym Bernd Diksen, strittige Autorschaft
- Der halbe Tod. Berlin 1970 (DIE-Reihe).
- Der Mörder trug Sandalen. Berlin 1970.
- Der Verlierer zahlt. Berlin 1971. (DIE-Reihe).
- Das Vorurteil. Berlin 1974. (DIE-Reihe).
- Leere Hände. Berlin 1976. (DIE-Reihe).

### Hörspiele und Features
- 1974: Briefwechsel mit einem Kollegen; zusammen mit Gerhard Zwerenz (Hessischer Rundfunk)
- 1975: Dienstfahrt eines Lektors (Rundfunk der DDR) Regie: Horst Liepach
- 1976: Ein Herr aus Berlin (Hessischer Rundfunk) Regie: Mathias Neumann
- 1979: Eine ganz alte Geschichte (Hessischer Rundfunk / Radio Bremen) Regie: Hans Drawe
- 1979: Fünfunddreißig Spiegeleier oder Ein ganz braves Mädchen (Manuskript vom Rundfunk der DDR am 10. Oktober 1979 mit einem Abstandshonorar verworfen)
- 1980: Messerstecher (Westdeutscher Rundfunk) Regie: Heinz Wilhelm Schwarz
- 1983: Schlesisches Himmelreich (Hessischer Rundfunk / Sender Freies Berlin / Süddeutscher Rundfunk) Regie: Jörg Jannings
- 1985: Froschkonzert (Westdeutscher Rundfunk) Regie: Otto Düben
- 1986: Hermannsbrötchen (Westdeutscher Rundfunk) Regie: Otto Düben
- 1987: Die Brücke am Lipper Ley (Hessischer Rundfunk) Regie: Günther Sauer
- 1990: Die Stasi war mein Eckermann oder: mein Leben mit der Wanze – Regie: Hans Peter Klausenitzer (Feature – DLF)
- 1991: Ein Freund weniger (SachsenRadio / Westdeutscher Rundfunk) Regie: Peter Groeger
- 1991: Ich habe noch nie Champagner getrunken (Sachsenradio / Norddeutscher Rundfunk) Regie: Klaus Zippel
- 1992: Sondern erlöse uns von dem Bösen (Mitteldeutscher Rundfunk) Regie: Horst Liepach
- 1999: Gute Genossen (Mitteldeutscher Rundfunk) Regie: Peter Groeger
- 2009: Ratzel speist im 'Falco' – Revolutionshörspiel (Mitteldeutscher Rundfunk 2009) Regie: Wolfgang Rindfleisch

### Lesungen auf Tonträgern
- 2002: Erich Loest liest aus seinen Büchern: „Es geht seinen Gang“, „Völkerschlachtdenkmal“, „Nikolaikirche“, „Reichsgericht“. CD, 65 min., MCS Sachsen Dresden.
- 2006: Sommergewitter. Gelesen von Erich Loest, Ursula Karusseit und Maria Simon, Regie: Rainer Schwarz, 6 CDs, 420 min., MDR FIGARO/Steidl, ISBN 3-86521-505-X.
- 2020: Durch die Erde ein Riss – Ein Lebenslauf, ungekürzte Lesung mit Kurt Böwe, Regie: Matthias Thalheim, 2 mp3-CDs, 18 h 49 Min., SachsenRadio 1990 / Der Audio Verlag 2020, ISBN 978-3-7424-1455-7.
- 2022: Swallow, mein wackerer Mustang – Karl-May-Roman, ungekürzte Lesung mit Jürgen Hentsch, Regie: Klaus Zippel, 829 Min. 2 mp3-CDs, MDR 1993 / Der Audio Verlag 2022, ISBN 978-3-7424-2595-9.

### Postume Ehrungen

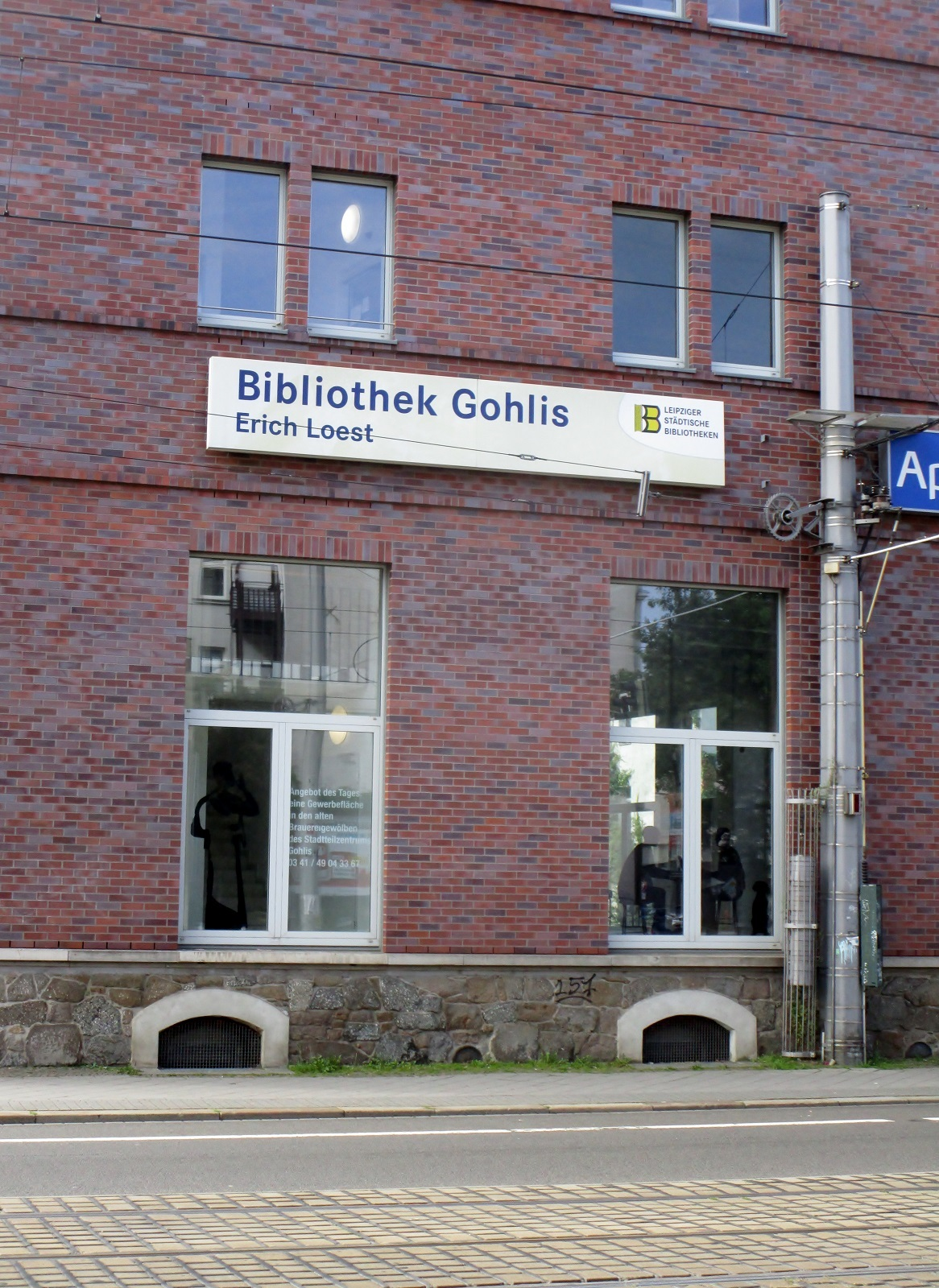
Zur Stadtbibliothek Leipzig gehörende Stadtteilbibliothek Gohlis – Erich Loest

## Auszeichnungen